# Félix Lázaro Martinez
Félix Lázaro Martinez SP (ur. 2 marca 1936 w Logroño) – hiszpański duchowny rzymskokatolicki posługujący w Portoryko, w latach 2003-2015 biskup Ponce.

## Życiorys
Święcenia kapłańskie przyjął 9 kwietnia 1961 w zgromadzeniu pijarów. Studiował na Papieskim Uniwersytecie Gregoriańskim, gdzie w 1965 uzyskał doktorat z teologii. W 1970 wyjechał do Portoryko i został wykładowcą na miejscowym uniwersytecie. W zakonie pełnił m.in. funkcję wiceprowincjała portorykańskich pijarów.
20 marca 2002 został prekonizowany koadiutorem diecezji Ponce. Sakrę biskupią otrzymał 25 kwietnia 2002. Rządy w diecezji objął 11 czerwca 2003.
W grudniu 2012 został wybrany wiceprzewodniczącym Konferencji Episkopatu Portoryko.
22 grudnia 2015 przeszedł na emeryturę i zrezygnował z funkcji zastępcy przewodniczącego portorykańskiej Konferencji Biskupów.